# Competencia comunicativa
Dentro del funcionalismo lingüístico, la competencia comunicativa es la capacidad de hacer bien el proceso de comunicación, usando los conectores adecuados para entender, elaborar e interpretar los diversos eventos comunicativos, teniendo en cuenta no solo su significado explícito o literal, lo que se dice, sino también las implicaciones, el sentido implícito o intencional, lo que el emisor quiere decir o lo que el destinatario quiere entender. El término se refiere a las reglas sociales, culturales y psicológicas que determinan el uso particular del lenguaje en un momento dado.
La expresión se creó para oponerla a la noción de competencia lingüística, propia de la gramática generativa. Según el enfoque funcional, esta no basta para poder emitir un mensaje de forma adecuada.

## Introducción
La competencia comunicativa es la habilidad del que utiliza la lengua para negociar, intercambiar e interpretar significados con un modo de actuación adecuado. Según Paul Grice cualquier interacción verbal o escrita está regida por el principio de cooperación: "Haz que tu contribución sea la requerida para la finalidad del intercambio conversacional en el que estas implicado". Este principio básico se desglosa en cuatro máximas:

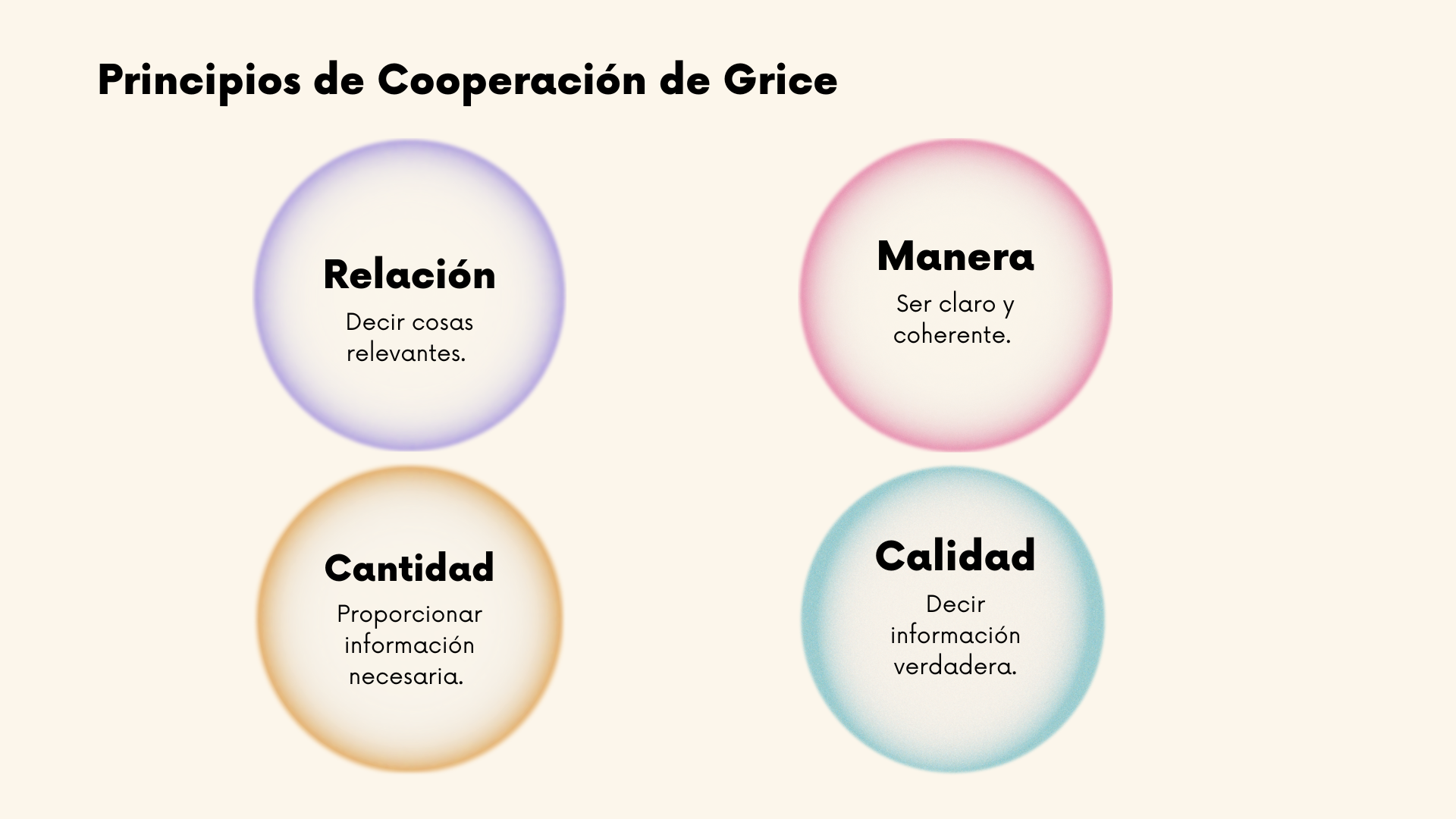
Principios de Cooperación de Grice

- De cantidad: Haz que tu contribución sea tan informativa como sea necesario.
- De cualidad: Haz que tu contribución sea verdadera.
- De relación: Sé pertinente, no digas algo que no viene al caso.
- De manera: Sé claro, evita la ambigüedad, sé breve, sé ordenado.

Se denomina Estructurada a aquella interacción que es preparada y generalmente es definida previamente como discursos o conferencia. Cotidiana o espontánea a la interacción que corresponde a la mayoría de las conversaciones ocasionales, también se pueden tomar en cuenta algunos programas en vivo, de la radio o televisión, entre otros.
Diferentes situaciones comunicativas pueden ser descritas como exitosas bajo distintos parámetros de calidad en la competencia comunicativa. Estas interacciones pueden ser orales (conversación, simposio, etc.) o escritas, y también pueden ser de elaboración individual o grupal. 

### Interacciones orales

#### Conversación

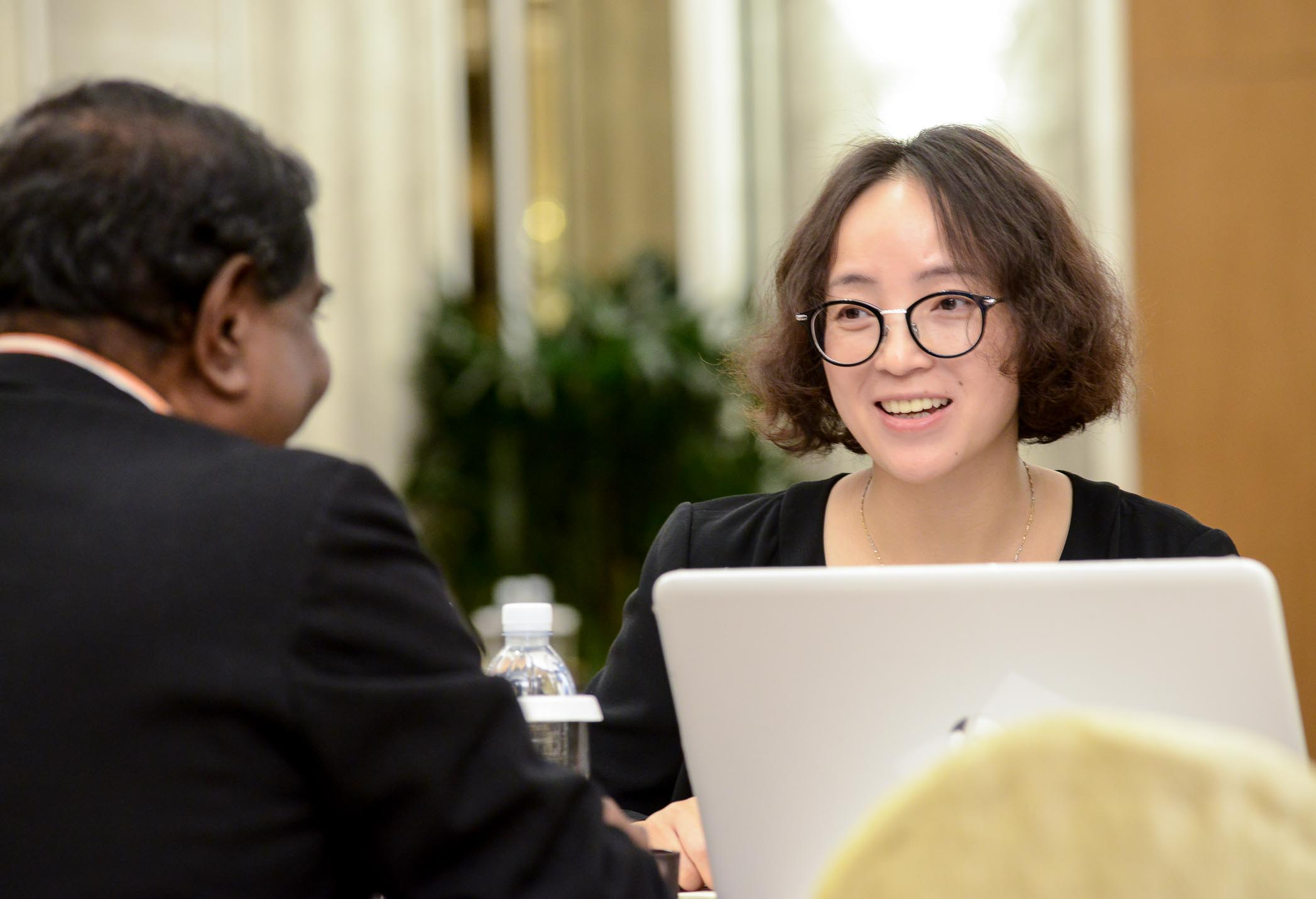
Conversación entre dos personas.

Una conversación es un diálogo entre dos o más personas. Se establece una comunicación a través del lenguaje hablado (por teléfono, por ejemplo) o escrito.
Es una interacción en la cual los interlocutores contribuyen a la construcción de un texto, a diferencia del monólogo, donde el control de la construcción lo tiene solamente uno. Por eso se señala su carácter dialogado. Pero, no lo hacen al mismo tiempo sino que cada cual tiene su turno de habla.
La conversación puede girar en torno a uno o muchos temas y está condicionada por el contexto. En una situación informal estos pueden variar con facilidad y sin previa organización. Los dialogantes pueden expresar su punto de vista y discutir. En cambio en otros, las posibilidades mencionadas pueden estar limitadas para uno o ambos actores.
La conversación contiene diferentes atributos que deben ser tomadas en cuenta:
- Los saludos: Constituyen en sí, un intercambio oral mínimo.
- Las preguntas: Es otro recurso habitual muy utilizado para iniciar una conversación. Enunciado interrogativo.
- Las exclamaciones: Son otras expresiones que utilizamos para iniciar una conversación.

Mantener la conversación
Los participantes deben cooperar para que la interacción se desarrolle con éxito. Esto significa que deberán estar de acuerdo en: Mantener o cambiar el tema, el tono, las finalidades del discurso, etc.
Acabar la conversación es una tarea delicada, una buena parte del éxito de una conversación radica en que tenga buen final. Los cierres convencionales suelen constar de cuatro partes:
1. Ofrecimiento de cierre
2. Aceptación del ofrecimiento
3. Despedida
4. Despedida y cierre.

#### Entrevista
La vida social y la vida profesional exige a todo individuo culto habilidades para entrevistar a los demás,  y a su vez, para ser entrevistados ellos mismos. Esto se ha convertido ya en una necesidad ser entrevistado; cuando un universitario va a recibir su grado necesita realizar varias entrevistas con su presidente de tesis. Cuando un individuo hace o dice algo interesante o fuera de lo común, los demás van a entrevistarlo, cuando una  persona va a solicitar un puesto, generalmente tiene que someterse a entrevistas.
Algunas características de la entrevista son: Generalmente solo dos personas hablan. Habitualmente hay muchas preguntas y respuestas en torno a un solo tema. La entrevista tiene un propósito definido que puede ser: Obtener información, darla, guiarla, dar o recibir indicaciones o recomendaciones, etc.
También, en el mundo periodístico se suele llamar entrevista a lo que en realidad es pura y simple encuesta, es decir, una serie de preguntas y respuestas, sin tema definido, sin objetivo determinado. La mayoría de esas preguntas son insignificantes y a veces impertinentes.
Podrían citarse aquí también las famosas RUEDAS DE PRENSA, impuestas por el periodismo americano. Se trata de una mecanización masiva de la entrevista, cuyo valor solo es informativo.
Preparación
- Determine el tiempo de la entrevista
- Escoja un tema que sea muy interesante para todos, adecuado a las capacidades suyas y a las de los demás, y de mucha actualidad.
- Determine con claridad el propósito de la entrevista y téngalo presente en todo momento.
- Estudie y organice claramente las ideas en un plan de preguntas.
- Haga un resumen de ese plan dejando solo las ideas que van a servir de base para hacer las preguntas.
- Memorice esas ideas principales.

Realización:
- Las dos personas de la entrevista deben ponerse de acuerdo en el tiempo que van a emplear y respetarlo con la mayor precisión posible.
- Si usted es el entrevistador, inicie la actividad diciendo el interés que tiene el tema.
- Es preferible no llevar a la entrevista ningún papel para tomar notas. Debe ponerse atención a las respuestas y reconstruir luego a solas la entrevista.
- Esfuércese por hacer preguntas concretas y claras.
- Si usted es el entrevistador, válgase de hechos para sustentar sus afirmaciones.
- Las dos personas deben hablar despacio, con claridad y cortesía, y escucharse con mucha atención.
- Si usted es el entrevistador no piense constantemente en la otra pregunta que va hacer, (puede que de la conversación surjan otras muy interesantes que no había preparado y, naturalmente, debe hacerlas.

escuche atentamente y espere que termine la respuesta a la pregunta anterior.
- Finalice la actividad enumerando las conclusiones de la entrevista y agradeciendo a la persona entrevistada.
- Destaque el interés y la importancia de las respuestas que le ha dado su interlocutor.

Puntos Guías
- El tiempo corriente para una entrevista es de quince a veinticinco minutos. La introducción de una entrevista debe ser de unos tres o cuatro minutos de conversación sobre temas que produzcan confianza, aunque no estén conectados con el tema central de la entrevista.
- Es importante estar sentados porque estas posiciones ayuda mucho a darle mayor sinceridad y más espontaneidad a la expresión.
- No es conveniente llevar papel a la entrevista ni para leer en él ni para escribir en él. Esto influye negativamente en él ánimo de las personas sobre todo en la que está siendo entrevistada.
- Hay que tener presente el no salirse del tema. Para eso es necesario pensar constantemente en el objetivo y en el tema de la entrevista.
- Las conclusiones pueden ser sobre el tema tratado o sobre aspectos externos a él, pero siempre, basados en la exposición de la idea central de todo el tema.

#### Simposio

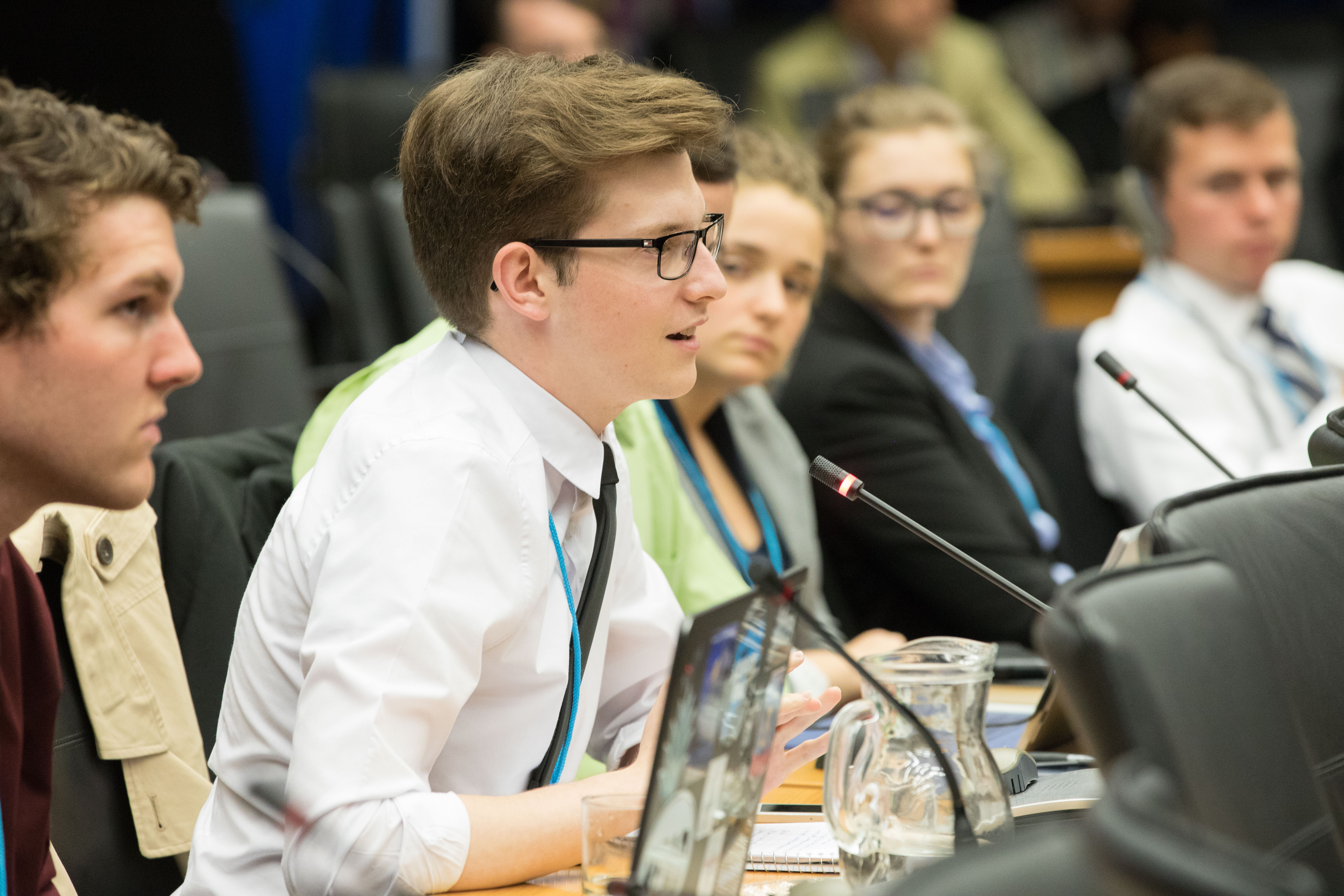
Ejemplo de simposio.

El Simposio (reunión) es una actividad en la cual un grupo selecto de personas expertas en determinadas ramas del saber, exponen diversos aspectos o problemáticas sobre un tema central, ante un auditorio durante un tiempo determinado. Los exponentes son las personas que se encargan de presentar sus conocimientos, opiniones y argumentos en el simposio. Generalmente se trata de un grupo pequeño de Experto o académicos con diferentes puntos de vista y conocimientos particulares. Los exponentes no entran en polémica, sino que participan con el fin de aportar sus conocimientos acerca del tema que se trata. El tiempo y el tema los controla a menudo un Moderador. 
Si el método es empleado correctamente, las charlas deberán idealmente durar veinte minutos y el tiempo total del simposio no deberá exceder de una hora y media. Esta forma de expresión oral es muy parecida al foro. Los integrantes del simposio exponen individualmente y en forma sucesiva durante unos quince minutos o veinte. Sus ideas pueden coincidir o no, lo importante es que cada uno de ellos ofrezca un aspecto particular del tema de modo que al finalizar este, quede desarrollado en forma relativamente integral y con la mayor profundidad posible. El auditorio formula preguntas y dudas que los expertos aclaran y responden.
Puede ser confundido con una Mesa redonda (reunión), la diferencia está en que, en el simposio, los especialistas exponen ideas apoyadas en datos empíricos generados por investigaciones. Una mesa redonda solo es un debate sin mayor apoyo empírico.
Preparación
Elegido el tema o cuestión que se desea tratar, el organizador selecciona a los expositores más apropiados, teniendo en cuenta que cada uno de ellos debe enfocar un aspecto particular que responda a su especialización. Es conveniente realizar una reunión previa con los miembros del simposio para: intercambiar ideas, evitar reiteraciones en las exposiciones, establecer el mejor orden de la participación, calcular el tiempo de cada exposición.
Desarrollo
El coordinador inicia el acto, expone claramente el tema que se ha de tratar, así como los aspectos en que se ha dividido; explica; brevemente el procedimiento por seguir y hace la presentación de los expositores al auditorio. Hecho esto cede la palabra al primer expositor, de acuerdo con el orden establecido en la reunión de preparación. Una vez terminada cada exposición, el coordinador cede la palabra sucesivamente a los restantes miembros del simposio. Si la presentación hecha al comienzo ha sido muy superficial, pueden en cada caso referirse a la personalidad del disertante cuando llega el momento de su participación. Las exposiciones no excederán los 15 minutos, tiempo que variará según el número de participantes, de modo que total no se invierta mucho más de una hora. Además manejan temas que son de verdadera importancia en ciertas asignaturas o ramas de las ciencias, por ejemplo el tema del simposio puede ser medicina, y se puede hablar de productos de salud, enfermedades contemporáneas o de muchas cosas más relacionadas con este ámbito. En el simposio no es tan importante la rigidez del tema, se puede hablar tanto de medicina hasta de fútbol o ser tan específico como para hablar de alguien importante, por ejemplo pueden hablar de Josué Martínez Carranza (ejemplo) y dividir los temas en hechos sobresalientes, inicios y cosas relevantes que interesen al auditorio.

#### Simulación
Es una técnica que consiste en hacer creer algo que no es verdad. Todos, alguna vez, hemos tenido la necesidad de fingir o disimular (ocultar), a través de palabras, gestos o acciones, algún hecho o uso.
Simular también es representar alguna situación fingiendo o imitando a algún personaje, al simular, se deja de ser uno mismo para convertirse en el personaje que se esté presentando. De esta manera, se aprende a ponerse en el lugar de otro y a intercambiar roles. En el desempeño de los roles, las personas expresan los sentimientos y las preocupaciones de los demás, lo cual ayuda a fortalecer los lazos de entendimiento y de amistad entre la gente.
Hay momentos en que las palabras no son suficientes para dar a conocer una situación difícil o para transmitir un mensaje; en esos casos es necesario apoyarse en los gestos, como por ejemplo: hacer silencio, ponerse a llorar, reír a carcajadas, estremecerse de frío.

#### El Phillips 6.6
Es una técnica de trabajo en grupo, llamada algunas veces "Técnica de Fraccionamiento", consiste en un intercambio de ideas, en pequeños grupos de seis personas, durante seis minutos de un tema escogido de antemano por un mismo moderado que puede ser el profesor. Esta técnica es muy apropiada para aplicar en clase de español, ya que el alumno por naturaleza, es muy dado a hablar y exponer su propio pensamiento.
Vamos a suponer un curso de treinta alumnos. El profesor lo divide en pequeños grupos de seis alumnos cada uno. Durante seis minutos cada grupo dialoga sobre un problema que es preciso solucionar; la manera de rendir un informe sobre una obra leída, la forma de calificar la materia de español, la forma más adecuada para conseguir libros para la biblioteca, cómo aprender ortografía, etc. Cada grupo elige su líder o relator, quien además de tomar nota de las conclusiones, se encarga también de conceder la palabra y controlar el tiempo de las intervenciones de sus compañeros.
Pasados los seis minutos, durante los cuales todos los alumnos han hablado, se reúnen toda la clase con el moderador, y el
relator de cada grupo informa sobre la actividad realizada y sobre las conclusiones a las que se ha llegado.

#### Congreso
Su finalidad es la de impartir información, intercambia opiniones, averiguar hechos, identificar situaciones, resolver problemas, planear tomas de decisiones, etc. Un congreso es un contacto e intercambio de experiencia y opiniones entre el grupo de personas calificadas en determinadas esferas , donde se analizan problemas basándose en la información proporcionada por conductores competentes. Los congresos son variantes del simposio. Puede también exponer ideas fundamentales de las nuevas investigaciones o descubrimientos, ya que en realidad es un contacto entre especialistas con frecuencia a nivel internacional.
Los integrantes son los delegados de grupos, asociaciones, etc. Todos estos delegados deben ser participantes y no únicamente oyentes. El tiempo es uno o varios días. En el planeamiento, una comisión delegada por el organismo interesado elabora un programa, luego compromete a expositores de renombre para exposiciones parciales. Planea los programas respectivos de las sesiones plenarias y las sesiones de trabajo, se determinan las fechas de la sesión de clausura. Se preparan equipos y guías de conducción y orientación. Se prevé la información de grupos pequeños para activar el interés y lograr la participación de los asistentes.
El congreso se abre con una sesión donde se presentan los objetivos. Se da lugar a la lectura de una serie de temas, se insiste en la responsabilidad de los asistentes y el papel que desempeñan los asesores y técnicos. Hay varias sesiones plenarias. La plenaria inaugural informa de la finalidad el evento, motiva a los asistentes sobre los logros que se esperan y anuncia la discusión de una serie de problemas de interés general. La sesión plenaria sirve para el estudio y presentación de trabajos preliminares a las conclusiones. La sesión plenaria final para la elaboración de conclusiones finales y documentos del congreso. En las sesiones de trabajo donde el grupo se divide por especialidades, se exponen trabajos simultáneos y los participantes asisten a la sesione que más interesa. En la sesión de trabajo final se estudian los temas ya discutidos y se afirman conclusiones. El congreso termina con una sesión de clausura donde los participantes concretan decisiones y compromisos para llevarlos a cabo.

#### Conferencias
La conferencia es una disertación hecha ante un público. Tiene como fin informar, explicar, persuadir, incitar a la hacino, etc. Toda conferencia exige un tratamiento detenido y más o menos profundo. La vida actual y futura de todo estudiante le exige a cada paso la necesidad de dar conferencias.
La conferencia debe tener en cuenta los siguientes factores: el expositor, el contenido de la exposición, las circunstancias de la exposición, los canales de la comunicación y el auditorio.

#### Foro
El objetivo de un foro es llegar a la solución de un tema propuesto. Este es un tipo de reunión donde distintas personas conversan en torno a un tema de interés común. Es, esencialmente, una técnica de comunicación oral, realizada en grupos, con base en un contenido de interés general que genere una "discusión".
Técnica de dinámica de grupos que consiste en una reunión de personas donde se aborda de manera informal un tema de actualidad ante un auditorio que, a menudo, puede intervenir en la discusión. Normalmente la discusión es dirigida por un moderador. El objetivo del foro es conocer las opiniones sobre un tema concreto.
CARACTERÍSTICAS
- Libre expresión de ideas y opiniones de los integrantes.
- Permite la discusión de cualquier tema.
- Es informal (no siempre).
- Generalmente se realiza el foro a continuación de una actividad de interés general: una presentación teatral, una conferencia, un experimento.
- Puede constituir también la parte final de una mesa redonda, simposio, etc.
- De acuerdo con la actividad anterior, la técnica se llamará foro-debate, cine foro, disco - foro, etc.
- Formula una pregunta concreta y estimulante referida al tema.
- Distribuye el uso de la palabra.
- Limita el tiempo de las exposiciones.
- Controla la participación espontánea, imprevisible y heterogénea de un público numeroso y desconocido

ORGANIZACIÓN
- El moderador inicia el foro explicando con precisión cuál es el problema para discutir.
- Señala las reglas del foro.
- El moderador hace una síntesis de las opiniones expuestas y extrae las posibles conclusiones.

Pasos para su organización 
- Selección del tema y fijación de objetivos.
- Escoger al coordinador o moderador y de los ponentes que pueden estar entre 4 y 8.
- Determinación de estrategias de desarrollo:

```
 Tiempo asignado a los panelistas para la discusión. 
 Período destinado para contestar las preguntas del auditorio. 
```

- Forma de iniciación del panel: puede ser una pregunta general planteada por el moderador a cualquiera de los miembros, o una breve exposición de cada panelista.
- Definición del plan, para el desarrollo del tema.

Funciones del Moderador 
- Anunciar el tema y el objetivo de discusión.
- Presentar a los Panelistas.
- Determinar el tiempo de la discusión y el de la realización de las preguntas.
- Iniciar la discusión.
- Mantenerla viva y animada.
- Evitar que los panelistas se salgan del tema.
- Hacer resúmenes breves sobre el estado de la discusión.
- Finalizar la discusión.
- Conceder la palabra a los miembros del auditorio, al terminar la discusión de los panelistas.
- Cerrar el panel.

#### Mesa Redonda
La mesa redonda está constituida por un grupo de personas que se reúnen para estudiar un asunto o problema determinado. El estudio de ese asunto se realiza exclusivamente mediante la discusión. Esta actividad está basada integralmente en la discusión. No se trata entonces de que cada uno de los integrantes del grupo pronuncie un discurso, sino de que escuche los puntos de vista de los demás y los discuta hasta ponerse de acuerdo en algo positivo, para deducir unas recomendaciones o acuerdos.
Preparación:
a.	Entre todos escogen un tema teniendo en cuenta que: 
Pueda prestarse a discusión,
- Pueda tener interés para todos los participantes
- Trate, en lo posible, de un asunto de importancia actual,
- Este adecuado al nivel mental de los participantes. Posea fuentes de información de rápida y fácil consulta.

a.	Debe nombrarse un presidente llamado también "morigerador". 
b.	El presidente nombra un relator. 
c.	El presidente y el relator nombran una comisión de tres estudiantes y entre todos determinan el tiempo que se va a emplear en la reunión. 
d.	El presidente, el relator y la comisión se reúnen y elaboran una agenda teniendo en cuenta este procedimiento:
- Intercambiar ideas sobre el tema, basándose en las fuentes de información que puedan conseguir.
- Van anotando las ideas a medida que las vayan estudiando. Y las organizan siguiendo un orden determinado.
- Anotan ya, en limpio, esas ideas, teniendo en cuenta que cada una sea de la misma importancia y como un desarrollo de tema.

a.	El presidente, el relator y la comisión sacan copia mecanografiadas o manuscritas de la agenda y las distribuyen a los participantes un día antes de la reunión. 
b.	Ya conocida la agenda por todos, prepara sus ideas basándose en sus experiencias personales o en fuentes de información escritas u orales. Todos anotan en orden los puntos de vista que van a discutir en la reunión.
Realización:
a.	El presidente, el relator y la comisión nombrada ordenan los asientos en forma circular antes de iniciarse la actividad.
b.	El presidente abre la discusión a la hora fijada anunciando el tema y exponiendo el interés que este tiene para todos los asistentes. 
c.	El presidente pone en consideración la agenda para discutir el orden que ha de seguirse. 
d.	Los participantes deben exponer sus puntos de vista usando una voz clara y agradable. 
e.	El presidente debe estar listo a explicar con mucha claridad los puntos de discusión que se presten a confusión. Además debe distribuir el uso de la palabra de manera equitativa: negarla cordialmente a quienes hablan mucho y concederla a quienes poco les gusta intervenir; y estar pronto a impedir que la discusión se centre en un solo sector del grupo participante. 
f.	Los participantes deben discutir las ideas con ideas, no con sátiras ni referencias personales de mal gusto o ineficaces. 
g.	Cuando la discusión ha llegado a complicarse demasiado, el presidente debe presentar el punto que se está discutiendo por otro aspecto más 
claro y dar la palabra a quien no haya intervenido hasta ese momento. 
h.	Cuando faltan pocos minutos para terminarse el tiempo previsto para la reunión, el presidente pide al relator que lea la totalidad de los acuerdos o recomendaciones tomadas a lo largo del debate. 
i.	Al terminarse el tiempo preciso que se ha previsto, el presidente cierra la actividad agradeciendo a todos su cooperación y su asistencia.
Puntos Guías:
a.	Escoger un tema que se preste a discusión. Esto quiere decir que puede haber diferentes ideas sobre dicho tema, punto de vista diferentes y que por lo tanto se pueden discutir para llegar a algún acuerdo o alguna conclusión acerca de él. 
b.	La agenda es una lista de las ideas de desarrollo que van a servir como puntos de discusión. 
c.	Es importante que la agenda sea distribuida con anticipación con el fin de que en el momento de la realización de la mesa redonda no se pierda el momento por falta de preparación de ideas. 
d.	Según el Dr. Santos Amaya Martínez, un modelo de agenda podría ser este:
Evaluación de las Exposiciones
Toda exposición, de cualquier naturaleza que ella sea, debe ser evaluada por el profesor y los alumnos. A continuación damos algunos puntos básicos para dicha evaluación.
En cuanto al idioma
a.	Voz y pronunciación 
b.	Entonación 
c.	Acentuación 
d.	Elocución 
e.	Ritmo 
f.	Pausas

### Interacciones escritas

#### Discusión
La discusión corresponde a una competencia comunicativa escrita y es lo más difícil de redactar, aunque los resultados obtenidos sean válidos y muy interesantes, si la discusión está redactada de manera deficiente, esto afectará seriamente la calidad del trabajo. La discusión de los resultados es sencillamente entrelaza los datos y resultados que se encontraron en la investigación con los datos o información de la base teórica y los antecedentes. Usualmente cuando se llega a esta parte de la investigación, el investigador suele estar un poco cansado por eso es importante tomar esta parte del trabajo con tranquilidad. 
Así, la discusión de resultados consiste en explicar los resultados obtenidos y comparar estos con datos obtenidos por otros investigadores, es una evaluación crítica de los resultados desde la perspectiva del autor tomando en cuenta los trabajos de otros investigadores y el propio.
La discusión se propone interpretar y analizar los resultados de la investigación de donde saldrán los elementos para plantear las conclusiones, teniendo cuidado de no caer en repeticiones de los resultados. Es una relación entre hechos y explicaciones, sin sintetizar todo lo que se ha dicho. Este espacio ene el trabajo está destinado de un cierto modo a respaldar la hipótesis general o de discutirla, y explicar y comparar los resultados obtenidos con la teoría para así hallar las conclusiones. Por supuesto, antes de discutirlos ya se ha hecho la descripción y por lo tanto se pueden ir mencionando un poco esos resultados a medida que se van discutiendo, pero no repetirlos en detalle.
Cuando se repiten los resultados en lugar de compararlos y discutirlos genera débiles comparaciones, así como la ausencia de lógica en la discusión empírica o se hace excesivamente teórica.
Los resultados deben compararse con estudios que sean objetivamente comparables, con estudios que compartan la hipótesis, o que la contradicen. Pues sobre ellos es que se construye el análisis… ¿se parecen los resultados? ¿Porqué se considera que difieren los resultado? Vale la pena comparar los resultado con estudios que apoyan y comparten ideas importantes del trabajo que se están realizando. Todas estas comparaciones y análisis deben señalar la fuente citando los autores empleando las normas APA. Lo ideal es hacer una discusión puntual, no prolongar innecesaria de la discusión de manera redundante, esto distrae al lector y perturba lo importante de la discusión. El hecho de que sea larga y exuberante no implica que sea una buena discusión.
La discusión es apropiada para hacer cuestionamientos sobre el tema estudiado y proponer nuevas corrientes y perspectivas para futuras investigaciones. No tiene necesidad de ser muy larga pero si lo suficientemente clara, ya que estas líneas orientaran a futuros investigadores del mismo campo. De este modo es conveniente seguir una línea organizada para el abordaje de la discusión de los resultados:
- Comenzar con las relaciones y generalizaciones que los resultados indican.
- Señalar las faltas de correlación y delimitar los aspectos no resueltos. No ocultar o alterar los datos que no cuadren.
- Mostrar la relación que existe o que no existe entre los resultados con trabajos anteriormente publicados.
- Exponer las consecuencias teóricas de la investigación y las posibles aplicaciones prácticas de la misma.
- Dar alguna recomendación o sugerencia en caso de considerarlo necesario.
- Formular las conclusiones (link a C17metodoConclusión) de la forma más clara posible.
- Resumir las pruebas que respaldan cada conclusión.

En la discusión los tiempos verbales que se utilizan son el presente y el pasado. Se redacta en presente los conocimientos ya preestablecidos y en pasado los resultados obtenidos por el autor durante el trabajo de investigación. Existen trabajos en los que la discusión se realiza junto con las conclusiones como un solo punto (discusión y conclusiones).

### El rol del comunicador
Un buen expositor trata de comunicar más ideas que palabras, pues sabe que la mayoría de veces, ideas muy importantes pierden su valor por el abuso de palabras sin mucho contenido. Es decir, deben evitar el verbalismo. Escoge el tema teniendo presente que debe despertar interés y poseer fuentes de información fáciles de consultar. Hacer un plan de la conferencia teniendo en cuenta la introducción, el desarrollo y las conclusiones.
Su lenguaje no debe ser ambiguo sino concreto y específico, correcto y apropiado al tema y al auditorio. Debe hablar a una velocidad normal y controlar el tono de la voz.
Además, es necesario que al dirigirse al auditorio mire a todas las personas que lo conforman y evite mirar al vació. Su habilidad intelectual y el dominio del tema determinan la serenidad de la exposición y motivan al auditorio.
El Contenido de la Exposición:
Una conferencia deberá tener un propósito bien definido. Toda la exposición estará sostenida por una idea expuesta en
lenguaje claro y sencillo. Una conferencia seria tiene en cuenta tanto los puntos tratados como la manera de exponerlos. El tema debe ser limitado y concreto, no general y vago, y adecuado al tiempo previsto. Las ideas de desarrollo deben exponerse en orden y estar sustentadas con hechos: ejemplos o datos que muestren la evidencia de esas ideas o afirmaciones, las conclusiones deben servir para aclarar, resumir y mover a los demás a la acción.
Circunstancias de la exposición
Estas se presentan en la relación con la hora y el lugar. Por esto es muy importante que el expositor tenga en cuenta esto que se refiere más directamente a las costumbres y características del auditorio. De ello depende, en gran parte, el éxito o el fracaso de una conferencia.
Canales de la Comunicación:
Son aquellos medios por los cuales se transmiten de una manera más efectiva las ideas a los demás la voz, los movimientos de la lengua, los dientes, los labios, cuerdas vocales y aparato respiratorio, el comportamiento físico (los gestos y otros movimientos del cuerpo) y las ayudas audiovisuales, que sirven para captar mejor el mensaje.
El Auditorio:
La comunicación es un proceso social, se supone que expositor-auditorio son términos correlativos: no existe el uno sin el otro. El expositor al preparar su conferencia debe tener en cuenta a su presunto auditorio. Mientras más lo conozcan y ajuste sus ideas y expresiones a él, más efectiva será la comunicación.
Reclamamos la importancia de la voz. 
El tono suave y dulce agrega simpatía a la personalidad. 
Observamos nuestra voz ¿es nasal, molesta, apática, chillona, quejumbrosa, se quiebra al pronunciar las notas bajas o las altas?
El oído es muy sensible al timbre y al tono de la voz, y cuando estos son desagradables repugnan al oyente más atento. 
En cuanto al desempeño individual:
a.	la posición del cuerpo 
b.	el movimiento de las manos 
c.	la expresión del rostro 
d.	La expresión de los ojos 
e.	La respiración correcta y adecuada 
f.	Los movimientos en general
En cuanto al manejo del tema:
a.	Documentación adecuada 
b.	Organización de ideas 
c.	Presentación de hechos para sustentar las ideas 
d.	Tema y punto de llegada 
e.	Adecuación o acomodación a los oyentes
En cuanto a la relación expositora - público
a.	en las preguntas y Mesura, prudencia, cordura 
b.	Rectitud de juicios. Agudeza 
c.	Actitud respuestas.

## El debate
Es un acto propio de la comunicación humana que consiste en la discusión acerca de un tema polémico —llamado premisa o moción— entre dos o más grupos de personas. Es de carácter argumentativo, y es guiado por un moderador. Los debates no los gana necesariamente quien tiene la razón, sino quien sabe sostener mejor sus ideas.

### Objetivos
- Dar a conocer y defender las opiniones sobre algún tema en específico
- Sustentar y dar elementos de juicio claro en la exposición, para facilitar la toma de decisiones sobre algún tema en específico
- Ejercitar la expresión oral, la capacidad de escuchar y la participación activa de los debates
- Defender tus opiniones justificándolas

### Normas

#### Normas para su preparación
- Elegir un tema de interés y que suscite controversia, y preparar los contenidos teóricos.
- Escoger un coordinador o moderador, quien determina el esquema de trabajo que en algunos casos puede ser un cuestionario con preguntas elaboradas de tal manera que susciten la controversia.
- Conformar grupos que defiendan o ataquen los planteamientos en pro y en contra.
- Preparar el material y las ayudas.
- Designar un secretario

#### Normas para su realización

##### Durante el debate el coordinador debe
- Poner en consideración el objetivo.
- Anunciar el tema y ubicarlo dentro del proceso.
- Describir la actividad. Dar las instrucciones que rigen a los participantes y cerciorarse de que han sido comprendidas por todos.
- Formular la primera pregunta y dar la palabra en orden a los participantes.
- Desempeñar durante la discusión el papel de moderador, agotadas las opiniones sobre la primera pregunta, pasar a formular las siguientes.
- Terminar el debate, el secretario tratara de que la asamblea llegue al consenso sobre las conclusiones.
- Realizar la evaluación con la asamblea.

### Recomendaciones para debatir
En toda actividad oral, tanto el emisor como el receptor deben tener presente lo siguiente:
- Escuchar al otro antes de responder.
- Ponerse en el lugar del otro.
- Ser breve y concreto al hablar.
- Ser tolerante respecto a las diferencias.
- No subestimar al otro.
- No hablar en exceso para así dejar intervenir a los demás, evitando la tendencia al monólogo y la monotonía.
- No burlarse de la intervención de nadie.
- Evitar los gritos para acallar al interlocutor.
- Hablar con seguridad y libertad, sin temor a la crítica.
- Acompañar las críticas con propuestas.
- Criticar para construir.
- Oír atentamente al interlocutor para responder en forma adecuada.
- Articular correctamente los sonidos, empleando un tono de voz adecuado a la situación concreta de entonación y al contenido del mensaje (interrogación, exclamación, sonidos indicativos de fin de enunciación, pausas, etc).
- Adecuar el vocabulario que se posee a la situación comunicativa del momento y ampliarlo para conseguir precisión léxico-semántica.
- Evitar las palabras y giros idiomáticos desgastados y los propios del registro informal, pues en la sala de clases o en la situación comunicativa de un debate se impone el registro formal.

### El debate formal

#### Moderador
Es aquel que determinará el tiempo de exposición para cada participante de 3 a 5 minutos durante el cual cada participante habrá de presentar los puntos más relevantes del tema y poner orden.
Participantes informados
Es necesario que cada uno de los participantes del debate sepa e investigue profundamente el tema por tratar en un debate. Dentro de las distintas modalidades de debates que existen, muchas veces se tienen semanas, días o solo horas para la preparación de un tema. Esto determina que los equipos deban hacer buen uso del tiempo y realizar una investigación exhaustiva del tema y sus implicancias, viendo las posibles argumentaciones de la contraparte y tratando de encontrar argumentos favorables a la posición que se representará

## Argumentos
- Los argumentos a favor se llaman pruebas y los que están en contra se llaman objeciones.
- Por los primeros se intenta demostrar la validez de las afirmaciones u argumentos propios.
- Por los segundos, se intenta mostrar los errores del adversario.

### Modos de razonamiento o tipos de argumentos
- Sintomáticos o por signo: las razones se presentan en forma de indicios, signos o síntomas que conducen a una breve conclusión. Por ejemplo: No sería extraño que Juan tuviese un infarto. Come, bebe y fuma en exceso, además de trabajar demasiado. (Inducción predicativa)
- Nexos causales: las razones se presentan como la causa que provoca la conclusión: uno es causa de otro. Por ejemplo: Correr 5 kilómetros diarios produce un bienestar general del sistema cardiovascular. Corra por su vida.
- Analógicos: razonamiento basado en la existencia de atributos semejantes en seres o cosas diferentes. Por ejemplo: Debe haber una preocupación permanente por el medio ambiente, igual que por un auto. Este se debe mantener limpio, repararlo cuando se requiera y usar de un modo racional sus beneficios.
- Por generalización: a partir de varios casos similares, se puede generalizar una tesis común a todos ellos, comprobando la mediante solución.

### Falacias
Un buen argumento debe aportar apoyo suficiente para aceptar la conclusión, y las premisas deben estar relacionadas con la conclusión. Una argumentación insuficiente es considerado una falacia.
Ejemplos de falacias son: “Mi primera novia me traicionó, por lo que todas las mujeres son traidoras” (la cantidad de casos no es suficiente para concluir, por lo que se denomina conclusión apresurada); “Estoy en desacuerdo con las prácticas educacionales de la profesora. Ella no tiene hijos” (las razones que plantea no tienen relación con la conclusión: razón irrelevante o (no coherente con el caso)); “Sostengo que los extraterrestres existen. El otro día entrevistaron a Pepito Pérez en la tele, y contó cómo fue secuestrado por ellos” (la razón que plantea para concluir no puede ser aceptada universalmente: premisa problemática).

## Seminario
Es una reunión especializada que tiene naturaleza técnica y académica cuyo objeto es realizar un estudio profundo de determinadas materias con un tratamiento que requiere una interactividad entre los especialistas.
Se trata, entonces, de una actividad o institución académica que tuvo su origen en la Universidad de Göttingen a fines del siglo XVIII, la inventaron los universitarios alemanes para sustituir la palabra cátedra y para demostrar que es posible unir la investigación y la docencia a fin de que mutuamente se complementen.
Características similares presentan los foros, coloquios o simposios. Se consideran seminarios aquellas reuniones que presentan estas características, siempre que tengan una duración mínima de dos horas y un número mínimo de cincuenta participantes. El número de participantes es limitado, en función de su conocimiento de la materia, exigiéndose por lo general una cuota de inscripción.
El seminario es un grupo de aprendizaje activo, pues los participantes no reciben la información ya elaborada, como convencionalmente se hace, sino que la buscan, la indagan por sus propios medios en un ambiente de recíproca colaboración. Es una forma de docencia y de investigación al mismo tiempo. Se diferencia claramente de la clase magistral, en la cual la actividad se centra en la docencia-aprendizaje. En el seminario, el alumno sigue siendo discípulo, pero empieza a ser él mismo profesor.
La ejecución de un seminario ejercita a los estudiantes en el estudio personal y de equipo, los familiariza con medios de investigación y reflexión, y los ejercita en el método filosófico. El seminario es fundamentalmente una práctica.

## Panel
Es una reunión de un grupo de expertos para abordar un tema determinado. Los expositores proporcionan distintos ángulos del tema. El público tiene derecho a realizar preguntas. Cuando los expositores debaten entre sí diferentes puntos de vista sobre el tema en cuestión, se convierte el panel en una Mesa Redonda.Lo único que en la mesa redonda todo el mundo está al mismo nivel en un panel no, pues los expertos son más especializados que los observadores. Luego entonces la mesa redonda inevitablemente incluye discusiones y polémicas.
FORMATO BÁSICO: Generalmente, el Panel suele tener de 4 a 6 integrantes y una duración entre 1 y 2 horas, con 10 o 15 minutos. Para cada presentación. El moderador resume al final en 1 o 2 minutos, integrando las diferentes ponencias, pero no actualiza ni hace otra presentación en la misma.

### Personajes
Un coordinador que se encarga de dirigir el panel.
Un secretario relator que debe hacer el resumen de todo lo expuesto.
De cuatro a seis expositores especializados o capacitados en el punto que les corresponde.

## Pasos

### Preparación
La mesa redonda es una mesa grande o circular
1. El equipo elige el tema que quiere tratar. Se selecciona a los participantes del panel y el coordinador.
2. Hace una reunión con los expositores y el coordinador para explicarles el tema que quiere que sea desarrollado y asignar el tema que le corresponde a cada uno de los expositores.
3. En esta también se puede acondicionar el local con láminas, recortes de periódicos, afiches etc.

desarrollo:
1. El coordinador inicia el panel, presentando a los miembros y formula la primera pregunta sobre el tema a desarrollar.
2. Los miembros del panel presentan sus intervenciones.
3. El coordinador hace nuevas preguntas que puedan ayudar a tocar puntos que aún no se han mencionado y puede dar paso a las preguntas del auditorio para los integrantes del panel.
4. Al finalizar el tiempo de las exposiciones, el coordinador pedirá a los expositores que hagan un resumen al terminar la conversación acerca del proyecto ya hecho.

La competencia comunicativa es el conjunto de conocimientos y habilidades que un hablante debe haber adquirido a lo largo de su vida para enfrentarse a una situación comunicativa concreta. El término lo introdujo Del Hymes en la didáctica de la lengua y la literatura y según Canale está integrada por subcompetencias como son: la competencia lingüística, la sociolingüística, la estratégica y la discursiva.
El maestro lo que tiene que hacer es desarrollar en el alumno habilidades y estrategias comunicativas para que alcance una competencia comunicativa apropiada y correcta, siguiendo los principios de la enseñanza de la lengua que son:
1. Método inductivo (ir de lo concreto a lo abstracto).
2. Método preventivo frente al correctivo.
3. Secuencialización.
4. Enseñar a través de los sentidos.
5. Principio de individualización.
6. Carácter lúdico.
7. Plantear objetivos de aprendizaje de acuerdo al desarrollo intelectual del niño.

Así personalizamos la enseñanza y no a la inversa.